# Moïto
Le moïto  est un exercice d’échauffement vocal plus spécifiquement propre à l’art lyrique mais parfois aussi utilisé par certains chanteurs de jazz ou de variété. Ses vertus s’appliquent également dans les domaines de la phoniatrie, de l’orthophonie et de la logopédie ainsi que dans le cadre d’approches thérapeutiques connexes dont la finalité vise essentiellement à la rééducation laryngée post-opératoire ou post-traumatique, outre de pallier certaines dysphonies et dysodies inflammatoires voire séquellaire de la (psycho)somatisation a posteriori d’une réaction aiguë au stress. Parmi ces dernières altérations s’inscrivent, notamment, les enrouements réactionnels susceptibles de résulter — entre autres possibles raisons — de : 
- surmenages vocaux répétés et exacerbés,
- divers excès de production phonatoire associés à une technique émissive potentiellement erronée et/ou ayant concomitamment passé outre sur l’indispensable « couverture du son » censée se subordonner aux notes dites « de passage ».

Son exécution, apparemment simple, demeure néanmoins assez complexe à réaliser de façon scrupuleusement correcte. Son abord consiste à émettre une note musicale ultra douce en nuance « pianissimo » tout s’astreignant à conserver un résultat sonore absolument identique et immuable autant à bouche fermée qu’entrouverte : une sorte de mix entre le « m » et le « n » dont la structure auditive ne se modifie absolument pas lors de l’aperture buccale. Il s’agit du fameux « ng » propre à la langue allemande — exemple : lange — ou encore de la terminaison de king en anglais. On procède ensuite par glissades vocales interposées, un peu à la manière d’une sirène, toujours en douceur et sans jamais forcer en quoi que ce soit l’émission, de telle façon à « laisser les notes monter d’elles-mêmes » dans les aigus, sans effort perceptible. Cette manière de procéder permet d’éprouver peu à peu, par le biais de diverses étapes intermédiaires, les facettes complémentaires inhérentes au spectre phonatoire imprégnant la charpente osseuse et les « résonateurs » d’appoint : leurs perceptions varient en fonction du timbre émis et de la tessiture adoptée. Cette approche est notamment mise en évidence  par celle que le compositeur Reynaldo Hahn considère comme « la plus grande technicienne vocale qui ait jamais existé », faisant implicitement référence à la cantatrice Lilli Lehmann dont l’essentiel de l’expérience pédagogique est consigné dans un ouvrage intitulé Mon art du chant. 